# Diócesis de Villarrica del Espíritu Santo
La diócesis de Villarrica del Espíritu Santo (en latín: Dioecesis Villaricensis Spiritus Sancti) es una circunscripción eclesiástica de la Iglesia católica en Paraguay. Se trata de una diócesis latina, sufragánea de la arquidiócesis de Asunción. Desde el 5 de diciembre de 2024 su obispo es Miguel Ángel Cabello Almada.

## Territorio y organización
La diócesis tiene 3946 km² y extiende su jurisdicción sobre los fieles católicos de rito latino residentes en el departamento de Guairá.
La sede de la diócesis se encuentra en la ciudad de Villarrica, en donde se halla la Catedral del Espíritu Santo.
En la iglesia de San Pablo en Caazapá se encuentran los restos de Luis de Bolaños, y las reliquias y la cruz del mártir fray Juan Bernardo Colmán.
En 2025 en la diócesis existían 25 parroquias:
1. Parroquia Espíritu Santo (Catedral de Villarrica).
2. Parroquia Nuestra Señora de la Asunción (Bº Ybaroty - Villarrica).
3. Parroquia Sagrado Corazón de Jesús (Bº Estación - Villarrica).
4. Parroquia Santa Lucía (Bº Santa Lucía - Villarrica).
5. Parroquia Virgen de Fátima (Bº Lomas Valentinas - Villarrica).
6. Parroquia Santa Librada (Bº Santa Librada - Villarrica).
7. Parroquia San Miguel Arcángel (Bº San Miguel - Villarrica).
8. Parroquia Nuestra Señora de los Dolores (Felix Perez Cardozo).
9. Parroquia Virgen del Rosario (Yataity).
10. Parroquia Inmaculada Concepción (Mbocayaty).
11. Parroquia Nuestra Señora de la Asunción (Paso Yobái).
12. Parroquia Virgen del Rosario (Natalicio Talavera)
13. Parroquia Sagrado Corazón de Jesús (Mauricio J.Troche).
14. Parroquia San Isidro Labrador (Itape).
15. Parroquia Sagrado Corazón de Jesús (Cnel. Martínez).
16. Parroquia Señor de la Buena Esperanza (Borja).
17. Parroquia Santa Clara (Iturbe).
18. Parroquia Sagrado Corazón de Jesús (Ñumi).
19. Parroquia San José Obrero (José A. Fassardi)
20. Parroquia Niño Salvador del mundo (San Salvador).
21. Parroquia Nuestra Señora de la Medalla Milagrosa (Tebicuary).
22. Parroquia San Vicente Paúl (Colonia Independencia).

## Historia
Los primeros misioneros del Guairá y Caazapá fueron los franciscanos Luis Bolaños, Alonso de San Buenaventura, Gabriel de Guzmán, guaireño mestizo y nieto del gobernador Domingo Martínez de Irala, y Juan Bernardo, también del Guairá, primer mártir paraguayo de quien se tiene documentación histórica. Juan Bernardo murió a manos de los indígenas en Yahapety en 1592, en el lugar donde años más tarde fray Luis Bolaños fundó la reducción de San José de Caazapá. Desde comienzos del siglo XVII Villarrica contó con un convento franciscano y un centro de estudios superiores de la misma orden, único en su género en el interior del Paraguay. Otras reducciones franciscanas fueron Yuty, Itapé y Nuestra Señora del Pilar, esta última de vida efímera.
Los jesuitas fundaron reducciones en el Guairá, las que tuvieron que emigrar hacia el sur debido a las invasiones de los mamelucos en el siglo XVII.
La diócesis de Villarrica fue erigida el 1 de mayo de 1929 con la bula Universi Dominici del papa Pío XI, obteniendo el territorio de la diócesis de Paraguay, que a su vez fue elevada al rango de arquidiócesis metropolitana y asumió el nombre de arquidiócesis de Asunción.
Posteriormente cedió porciones de su territorio para la erección de nuevos distritos eclesiásticos:
- la diócesis de San Juan Bautista de las Misiones el 19 de enero de 1957 mediante la bula Qui mandatum accepimus del papa Pío XII;[7]
- la prelatura territorial de Encarnación y Alto Paraná (hoy diócesis de Encarnación) el 21 de enero de 1957 mediante la bula Dum insano del papa Pío XII;[8]
- la prelatura territorial de Coronel Oviedo (hoy diócesis de Coronel Oviedo) el 10 de septiembre de 1961 mediante la bula Quem ad modum del papa Juan XXIII;[9]
- la diócesis de Carapeguá el 5 de junio de 1978 mediante la bula Qui superno consilio del papa Pablo VI.[10]

El 13 de enero de 1990 tomó su nombre actual como consecuencia del decreto Apostolicis de la Congregación para los Obispos.
El 22 de marzo de 2025 cedió el departamento de Caazapá para la erección por el papa Francisco de la diócesis de Caazapá.

## Estadísticas
Según el Boletín de la Santa Sede del 22 de marzo de 2025 la diócesis tenía a principios de 2025 un total de 198 360 fieles bautizados.
| Año                                                                             | Población            | Población | Población      | Sacerdotes | Sacerdotes    | Sacerdotes    | Bautizados por sacerdote | Diáconos permanentes | Religiosos | Religiosos | Parroquias |
| Año                                                                             | Bautizados católicos | Total     | % de católicos | Total      | Clero secular | Clero regular | Bautizados por sacerdote | Diáconos permanentes | Varones    | Mujeres    | Parroquias |
| ------------------------------------------------------------------------------- | -------------------- | --------- | -------------- | ---------- | ------------- | ------------- | ------------------------ | -------------------- | ---------- | ---------- | ---------- |
| 1950                                                                            | 600 000              | 620 000   | 96.8           | 51         | 31            | 20            | 11 764                   |                      | 12         | 37         | 104        |
| 1966                                                                            | 379 000              | 380 000   | 99.7           | 72         | 54            | 18            | 5263                     |                      | 18         | 54         | 34         |
| 1970                                                                            | ?                    | 420 000   | ?              | 68         | 51            | 17            | ?                        |                      | 21         | 65         | 36         |
| 1976                                                                            | 373 920              | 393 625   | 95.0           | 57         | 40            | 17            | 6560                     |                      | 17         | 38         | 41         |
| 1980                                                                            | 244 000              | 257 000   | 94.9           | 37         | 24            | 13            | 6594                     |                      | 13         | 55         | 31         |
| 1990                                                                            | 397 000              | 414 000   | 95.9           | 42         | 29            | 13            | 9452                     | 28                   | 13         | 75         | 32         |
| 1999                                                                            | 285 516              | 291 343   | 98.0           | 54         | 42            | 12            | 5287                     | 45                   | 12         | 113        | 33         |
| 2000                                                                            | 290 000              | 296 000   | 98.0           | 57         | 47            | 10            | 5087                     | 45                   | 19         | 113        | 33         |
| 2001                                                                            | 289 000              | 295 465   | 97.8           | 63         | 51            | 12            | 4587                     | 45                   | 20         | 113        | 33         |
| 2002                                                                            | 289 000              | 295 465   | 97.8           | 60         | 45            | 15            | 4816                     | 49                   | 21         | 113        | 33         |
| 2003                                                                            | 289 000              | 292 347   | 98.9           | 56         | 41            | 15            | 5160                     | 49                   | 21         | 113        | 33         |
| 2004                                                                            | 290 140              | 293 500   | 98.9           | 55         | 40            | 15            | 5275                     | 50                   | 22         | 113        | 33         |
| 2010                                                                            | 316 000              | 321 000   | 98.4           | 46         | 38            | 8             | 6869                     | 54                   | 17         | 41         | 31         |
| 2014                                                                            | 342 000              | 343 000   | 99.7           | 43         | 39            | 4             | 7953                     | 65                   | 13         | 76         | 35         |
| 2017                                                                            | 311 965              | 330 560   | 94.4           | 49         | 46            | 3             | 6366                     | 57                   | 3          | 68         | 38         |
| 2020                                                                            | 315 200              | 345 000   | 91.4           | 48         | 46            | 2             | 6566                     | 58                   | 2          | 70         | 38         |
| 2022                                                                            | 323 460              | 353 830   | 91.4           | 56         | 52            | 4             | 5776                     | 62                   | 4          | 75         | 39         |
| 2025                                                                            | 198 360              | 225 410   | 88.0           | 42         | 35            | 7             | 4722                     | 43                   | ?          | 53         | 25         |
| Fuente: Catholic-Hierarchy, que a su vez toma los datos del Anuario Pontificio. |                      |           |                |            |               |               |                          |                      |            |            |            |

## Episcopologio
- Bartolomé Adorno † (30 de abril de 1931-septiembre de 1931 renunció) (obispo electo)

- Augustin Rodríguez † (19 de octubre de 1931-7 de diciembre de 1965 nombrado ordinario militar del Paraguay[nota 1])
- Felipe Santiago Benítez Ávalos † (4 de diciembre de 1965-20 de mayo de 1989 nombrado arzobispo de Asunción)
- Sebelio Peralta Álvarez † (19 de abril de 1990-27 de diciembre de 2008 nombrado obispo de San Lorenzo)
- Ricardo Jorge Valenzuela Ríos (25 de junio de 2010-29 de junio de 2017 nombrado obispo de Caacupé)
- Adalberto Martínez Flores (23 de junio de 2018-17 de febrero de 2022 nombrado arzobispo de Asunción)
  - Sede vacante (2022-2024)
- Miguel Ángel Cabello Almada, desde el 5 de diciembre de 2024